# Interstate International
Interstate International war ein Hersteller von Automobilen aus Eswatini.

## Unternehmensgeschichte
Das Unternehmen aus Mbabane begann 1978 mit der Produktion von Automobilen. Der Markenname lautete Interstate. 1980 endete die Produktion. Interstate Motor Vehicle aus Südafrika setzte die Produktion noch bis 1985 fort. Eine Quelle gibt im Widerspruch dazu an, dass die Produktion zuerst in Südafrika stattfand und danach in Simbabwe.

## Fahrzeuge
Das einzige Modell war ein Geländewagen. Zur Wahl standen Vierzylinder-Ottomotoren von Ford, General Motors und Peugeot, Sechszylinder-Ottomotoren von Chrysler, Datsun, Ford, General Motors und Mercedes-Benz sowie Dieselmotoren von Mercedes-Benz. Unüblich war der Quereinbau der Motoren. Ein Automatikgetriebe war Standard. Die Fahrzeuge waren mit zwei verschiedenen Radständen sowie mit fünf verschiedenen Aufbauten erhältlich.